# Жовтий Ключ
Жо́втий Ключ (рос. Жёлтый Ключ) — селище у складі Бугурусланського району Оренбурзької області, Росія.

## Населення
Населення — 2 особи (2010; 8 у 2002).
Національний склад (станом на 2002 рік):
- росіяни — 75 %